# Linnea Torstenson
Linnea Marie Torstenson (født 30. marts 1983 i Eskilstuna) er en svensk tidligere håndboldspiller, der sidst  spillede for CSM Bucuresti i Rumænien og tidligere på Sveriges håndboldlandshold. Hun har deltaget hele tre Olympiske Lege for Sverige (2008, 2012, 2016). Hun stoppede på det svenske landshold d. 21. februar 2017 og spillede sin sidste landskamp i 2016.

## Priser
- Most Valuable Player ved EM i håndbold 2010 i Norge/Danmark.
- Handball-Planet.com Bedste Defensive spiller: 2014[5]